# Туми, Билл
Уильям Энтони (Билл) Туми (англ. William Anthony Toomey; род. 10 января 1939, Филадельфия, Пенсильвания) — американский легкоатлет (десятиборье), чемпион летних Олимпийских игр 1968 года в Мехико, экс-рекордсмен мира.
С 1968 года удерживает лучшее олимпийское достижение в беге на 400 метров в рамках десятиборья (45,78).

## Биография
Туми окончил Вустерскую академию и Университет Колорадо. В 1968 году он был назван лучшим спортсменом года по версии ABC в 1968 году. На следующий год он установил мировой рекорд в десятиборье, а в декабре 1969 года он получил приз Джеймса Салливана как лучший спортсмен-любитель.
Он выиграл 23 из 38 соревнований по десятиборью, в которых участвовал, при этом в 12 соревнованиях он набрал более 8000 очков. Его портрет был помещён на обложку октябрьского номера журнала «Track and Field News» за 1969 год.
В 1969 году, через неделю после установления своего мирового рекорда Туми женился на олимпийской чемпионке, британской спортсменке Мэри Рэнд, и у них родились две дочери, Саманта и Сара. Супруги развелись после 22 лет совместной жизни.
Туми был главным тренером по лёгкой атлетике в Калифорнийском университете в Ирвине в начале 1970-х годов. До этого он работал телеведущим и консультантом по маркетингу.
Туми также участвовал в соревнованиях Masters по лёгкой атлетике.